# Pacôme Yawovi Adjourouvi
Pacôme Yawovi Adjourouvi, né à Noépé dans la préfecture de l’Avé, située dans la Région maritime  au Togo, est un avocat et homme politique franco-togolais.

## Biographie
Pacôme Yawovi Adjourouvi, originaire de la ville de Noèpé , arrive en France à l'âge de 18 ans.
Il étudie à l’université de Créteil.
En effet, après son baccalauréat deuxième partie au Collège Saint-Joseph à Lomé en 1985, il poursuit ses études Universitaires à Paris sanctionnées par une Maîtrise en Droit, un DEA et un Doctorat en Droit et Sciences politiques de l'Université René Descartes (Paris V). Il entre plus tard au centre de formation des Avocats à Paris d’où il sort nanti d’un Certificat d'Aptitude à la Profession d'Avocat (CAPA) puis s'inscrit au barreau de la Cour d'appel de Paris en 2001. A l’occasion, il a créé et présidé le collectif des Avocats Togolais de la diaspora basé en France. Il a été aussi, entre 2002 et 2015, un membre de l’association « Afrique et Droit » qui s’occupe notamment de la formation des avocats francophones.
Avocat pénaliste, en 2012 il est premier adjoint au maire dans la commune française d’Évry. Au Togo, il est conseiller politique de Faure Gnassingbé en 2017. Il est vice-président de l’Assemblée nationale puis, le 6 mars 2024, il est nommé ministre des Droits de l’Homme, de la formation à la citoyenneté, et des relations avec les institutions de la République. Il prend fonction officiellement le 6 mars 2024 à la suite de la passation de charges avec son prédécesseur Christian Trimua,,
Monsieur Pacôme Yawovi Adjourouvi est président du cadre permanent de concertation (CPC) des partis politiques depuis juin 2023.